# Fidelis Haiz
Fidelis Haiz (* 16. Oktober 1801 in Waldshut; † 9. Juni 1872 in Freiburg im Breisgau) war ein deutscher römisch-katholischer Theologe und Geistlicher.

## Leben
Haiz besuchte das Gymnasium im Kloster Rheinau und das Konstanzer Lyzeum. Anschließend studierte er von 1821 bis 1824 Theologie an der Universität Freiburg im Breisgau. Wann er promoviert wurde, ist nicht bekannt. Er trat nach dem Studium in das Priesterseminar in Meersburg ein und wurde am 21. September 1826 zum Priester geweiht. Nach der Priesterweihe war er zunächst Vikar in Luttingen. Danach wirkte er als Pfarrverweser in Hochsal, bevor er 1831 Pfarrer in Denkingen und 1840 in Waltershofen wurde. Er erfreute sich in seinen Gemeinden großer Beliebtheit.
Haiz wurde 1842 auf Vorschlag von Johann Leonhard Hug von Erzbischof Ignaz Anton Demeter zum Vorsteher des Theologischen Konvikts Freiburg ernannt. 1844 wählte ihn das Freiburger Domkapitel zum Domkapitular. Auch wurde Haiz Münsterpfarrer am Freiburger Münster. Später war er Senior des Domkapitels. In seiner theologischen Arbeit war er an Ignaz Heinrich von Wessenberg orientiert. Er lieferte mehrere Beiträge für die Zeitschrift für Theologie. Sein 1849 erschienenes Werk „Das kirchliche Synodal-Institut vom positiv historischen Standpunkte aus betrachtet, mit besonderer Rücksicht auf die gegenwärtige Zeit“ wanderte noch im Erscheinungsjahr auf den Index.
Haiz wurde, als er im Streit zwischen dem Erzbischof und der badischen Regierung eine vermittelnde Rolle einnahm, durch Erzbischof Hermann von Vicari am 15. Dezember 1853 von allen priesterlichen Funktionen, mit Ausnahme des Abhaltens von stillen Messen, entbunden. Er durfte zwar weiter an allen Sitzungen des Domkapitels teilnehmen, wurde aber erst nach dem Tod des Erzbischofs 1868 wieder vollständig mit den priesterlichen Funktionen versehen. 
Haiz hinterließ seine theologische Bibliothek der Bibliothek des Theologischen Konvikts. Auch das Spital von Waldshut erhielt einen Teil seines Nachlasses.

## Schriften (Auswahl)
- Das kirchliche Synodal-Institut vom positiv historischen Standpunkte aus betrachtet, Wagner, Freiburg im Breisgau 1849.
- Das Leben I. H. von Wessenberg’s ehemaligen Bisthumsverwesers in Constanz, Wagner, Freiburg im Breisgau 1860.
- Die katholische Abendmahlslehre nach der heiligen Schrift und Tradition und in ihrer Bedeutung für das religiös-sittliche Leben, Kupferberg, Mainz 1872.